# Ödön Iványi
Ödön Iványi, madžarski pisatelj, * 1854, † 1893.
Ivanyi je znan kot realistični romanopisec.

## Dela
- satirični roman Družina gospoda škofa